# Saint-Cyr-du-Vaudreuil
Saint-Cyr-du-Vaudreuil est une ancienne commune du département de l'Eure.

## Histoire
La commune est créée en 1789 et porte le nom de Vaudreuil-les-Ponts sous la Révolution.
Le 15 avril 1969, la commune de Notre-Dame-du-Vaudreuil est rattachée à celle de Saint-Cyr-du-Vaudreuil qui prend le nom du Vaudreuil.

## Administration
| Période                                  | Période      | Identité           | Étiquette | Qualité                          |
| ---------------------------------------- | ------------ | ------------------ | --------- | -------------------------------- |
| Les données manquantes sont à compléter. |              |                    |           |                                  |
|                                          | 1904         | Barbet             |           |                                  |
|                                          | 1946         | Arthur Papavoine   |           |                                  |
| février 1946                             | octobre 1947 | Maurice Servant    |           |                                  |
| novembre 1947                            | avril 1969   | Bernard Chédeville |           | Maire du Vaudreuil par la suite. |

## Tableaux
- Gustave Loiseau : La rue de village, Saint-Cyr-du-Vaudreuil (huile sur toile, vers 1923)